# Café Le Napoléon
Le café Le Napoléon est café situé à Nîmes dans lé département du Gard en région Occitanie.

## Histoire
L’établissement a vu le jour en 1813.

### Protection
En totalité, la devanture en bois et la salle du café située au rez-de-chaussée avec le salon décoré attenant à l'arrière ainsi que les deux salles situées au-dessus au 1er étage du café Le Napoléon, ancien café de Paris, situé 46 boulevard Victor-Hugo, tel que délimité sur le plan annexé à l'arrêté sont inscrits au titre des monuments historiques par arrêté du 2 novembre 2017.